# Variacions Goldberg
Les Variacions Goldberg, originalment Ària amb variacions diverses, és el nom d'una obra per a teclat composta per Johann Sebastian Bach el 1741 quan era kantor a Leipzig. Té el número de catàleg BWV 988 i constitueixen la quarta i darrera part del Clavierübung o "Exercicis per a teclat".
Segons va explicar Forkel en la biografia de Bach que va publicar el 1802, les variacions van ser encarregades a Bach pel comte Kaiserling perquè el clavicordista de la seva cort, Johann Gottlieb Goldberg, l'entretingués durant les nits d'insomni del comte. El comte va recompensar de forma generosa Bach amb un greal d'or que contenia un centenar de lluïsos d'or, l'equivalent a 500 tàlers, gairebé el sou d'un any com a kantor de la Thomaskirche.

L'obra ha arribat a ser una de les peces més apreciades pels amants de la música clàssica. Glenn Gould, famós pianista, les va interpretar en diverses ocasions, però només en va fer dues gravacions. Una, a mitjans dels anys 50 del segle XX (1955), es considera la més gran interpretació gravada de les Variacions. Una segona, ja cap al 1981, es caracteritza pel fet que entre el so del piano es pot escoltar la respiració i l'acompanyament subtil amb la veu de les Variacions.

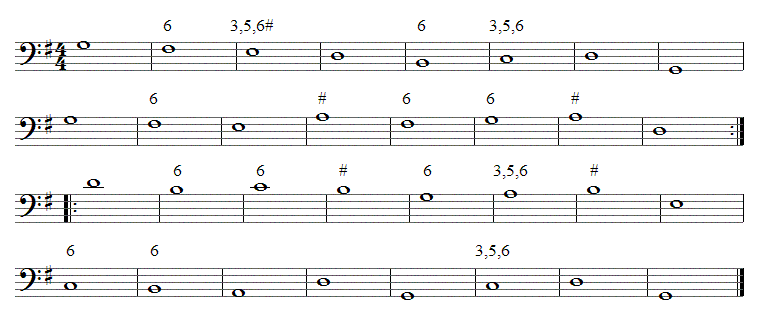
Línia harmònica de les Variacions Goldberg

## Estructura
Les Variacions Goldberg es componen d'un tema que en aquest cas és una ària, que serveix de base per a les trenta variacions posteriors. Al final torna a repetir-se l'ària inicial. El que lliga totes les variacions no és la melodia del tema, sinó la base harmònica. Les melodies poden variar, però sempre amb un fil conductor harmònic. Només en l'última variació Bach va prendre llibertats, amb estranyes melodies musicals que s'allunyen del tema original, ja que són dues melodies folklòriques alemanyes. A aquesta variació se l'anomena quodlibet.

## Llistat de les variacions
1. Aria
2. Variatio 1 a 1 clav.
3. Variatio 2 a 1 clav.
4. Variatio 3 Canone all'unisono
5. Variatio 4 a 1 clav.
6. Variatio 5 a 1 ovvoro 2 clav.
7. Variatio 6 Canone alla Seconda
8. Variatio 7 a 1 ovvoro 2 clav.
9. Variatio 8 a 2 clav.
10. Variatio 9 Canone alla Terza a 1 clav.
11. Variatio 10 Fughetta a 1 clav.
12. Variatio 11 a 2 clav.
13. Variatio 12 Canone alla Quarta
14. Variatio 13 a 2 clav.
15. Variatio 14 a 2 clav.
16. Variatio 15 Canone a la Quinta in moto contrario a 1 clav., Andante
17. Variatio 16 Ouverture a 1 clav.
18. Variatio 17 a 2 clav.
19. Variatio 18 Canone alla Sesta a 1 clav.
20. Variatio 19 a 1 clav.
21. Variatio 20 a 2 clav.
22. Variatio 21 Canone alla Settima
23. Variatio 22 Alla breve a 1 clav.
24. Variatio 23 a 2 clav.
25. Variatio 24 Canone all'Ottava a 1 clav.
26. Variatio 25 a 2 clav.
27. Variatio 26 a 2 clav.
28. Variatio 27 Canone alla Nona
29. Variatio 28 a 2 clav.
30. Variatio 29 a 1 ovvoro 2 clav.
31. Variatio 30 Quodlibet a 1 clav.
32. Aria